# John Wynn (2e baronnet)
John Wynn, 2e baronnet (septembre 1701-14 février 1773), de Glynllifon et Bodvean, Caernarfonshire et Melai, Denbighshire est un homme politique gallois qui siège à la Chambre des communes entre 1740 et 1768.

## Jeunesse
Wynn est le fils aîné de Thomas Wynn (1er baronnet) et de sa femme Frances Glynn. Il est admis au Queens 'College, Cambridge le 17 juin 1720 . Avant 1735, il épouse Jane Wynne, fille de John Wynne, député, de Melai, Denbigh et Maenan, Caernarvon et son épouse Sydney Wynn, sœur de Watkin Williams-Wynn (3e baronnet). 

## Carrière
Wynn est arpenteur général des mines du nord du Pays de Galles, constable du Château de Caernarfon, forestier de Snowdon et intendant de Bardsey de 1727 à 1761. Il est nommé haut shérif du Caernarvonshire pour l'année 1732 à 1733.
Wynn est élu député pour le Caernarvonshire lors d'une élection partielle le 2 janvier 1740. Aux élections générales britanniques de 1741, il est réélu à la place pour les arrondissements de Denbigh lors d'un scrutin, suivi de longues procédures de pétition, qui sont finalement tranchées en sa faveur. Il est caissier adjoint de la maison de janvier à décembre 1743 et trésorier adjoint de l'hôpital de Chelsea entre 1741 et 1754. Le poste de l'hôpital de Chelsea devenant incompatible avec un siège au Parlement, il ne se présente pas aux élections générales britanniques de 1747. Il succède à son père comme baronnet le 13 avril 1749.
Aux élections générales britanniques de 1754, Wynn est de nouveau élu député du Caernarvonshire. Il est nommé Custos Rotulorum du Caernarvonshire en 1756. Aux Élections générales britanniques de 1761, il est réélu pour les arrondissements de Caernarvon. Il ne se représente pas en 1768.

## Famille
Wynn meurt le 14 février 1773,  laissant quatre fils et trois filles, dont:
- Thomas Wynn (1er baron Newborough) (1736-1807) qui lui succède comme baronnet et devient baron Newborough
- Glyn Wynn (v. 1739–1793), député des arrondissements de Caernarvon